# Arlivirus
Lishi arlivirus — рід негативно спрямованих одноланцюгових РНК-вірусів порядку Mononegavirales. Представники роду виявлені в різноманітних наземних членистоногих у Китаї.

## Назва
Родова назва Arlivirus складається з трьох частин: Arachnida (павуки — господарі, в яких живе типовий вид віруса) Lishi (Ліші — місто у Китаї, типове місцезнаходження) та virus (вірус).